# Università Libanese
L'Università Libanese è l'unica università del Libano su base pubblica. La sua sede è a Baabda.

## Storia
Fu fondata nel 1951 dal presidente libanese Bishara al-Khuri, avvocato e uomo di grande cultura.

## Organizzazione

### Facoltà e istituti di ricerca
- Facoltà di Scienze
- Facoltà di Salute Pubblica
- Istituto Universitario di Tecnologia
- Facoltà di Agraria
- Facoltà di Farmacia
- Facoltà di Odontoiatria
- Facoltà di Medicina
- Facoltà di Ingegneria
- Facoltà di Economia e Management
- Facoltà di pedagogia
- Istituto Universitario di Scienze Sociali
- Facoltà di Informatica
- Facoltà di Arti e Architettura
- Facoltà di Giurisprudenza e Scienze Politiche e Amministrative
- Facoltà di Turismo e Gestione alberghiera
- Facoltà di Lettere e Scienze Umane

### Scuole di dottorato
- Scuola di dottorato di Diritto e di Scienze Politiche, Amministrative ed Economiche et des Sciences Politiques, Administratives et Économiques
- Scuola di dottorato di Scienze e Tecniche
- Scuola di dottorato di Lettere e Scienze Umane e Sociali